# 偽同源詞
偽同源詞（英語：False cognate），指兩個发音和涵意都相同、相关或相似，但詞源不同的詞。例如各語言中對父母的稱呼，單以母親來說，可拿中文（漢藏語系）的「媽媽」比較意大利語（印歐語系）的mamma、格魯吉亞語（高加索語系）的მამა(mama)。互不相干的語言均以[m]、[b]、[a]（還有[p]、[h]）這幾個音組成的字來作父母的稱呼，只是因為這幾個是最容易發的音，呀呀學語的嬰兒無意發出，而為人父母的總以為嬰孩最初說的「話」是用來稱呼父母親，因此以這幾個音構成的字，容易成為父母的指稱。又比如現代標準漢語的“潑”、“費”與英語的。
此外，同一语言中也可以有偽同源詞：例如英语的和day和diary就发音类似，但分别来自古英语的dæg和拉丁语的diārium（两者又分别来自原始印歐語的和dʰeǵʰ-和dyḗws）。
伪同源词和伪友是两个相关却不同的概念。伪同源词可以属于同一语言也可以属于不同语言，但伪友只能分别属于不同语言；伪同源词的含义相同或相近，而伪友的含义相异。